# Carievale
Carievale is een plaats (village) in de Canadese provincie Saskatchewan en telt 241 inwoners (2001).